# Ídol de Penya Tú
La Penya Tú (en asturià: El Peñatu), on hi ha l'Ídol de Penya Tú es broba a Puertas de Vidiago, al concejo de Llanes a Astúries.
El conjunt neolític de pintures i gravats apareixen reflectits en la cara orientada a llevant d'aquesta penya situada en la finalització de la Serra Plana de la Borbolla, aquesta situació de les pintures fa que la roca formi un abric natural per a les pintures el que ha possibilitat la seva conservació fins als nostres dies, preservant-la dels rigors meteorològics.
La roca és coneguda des de l'antiguitat pels habitants dels pobles propers si bé no és fins a 1914 quan es realitzen les primeres recerques arqueològiques de la roca, destacant des del primer moment la figura que dona nom a l'enclavament: l'Ídol.

## Pintures

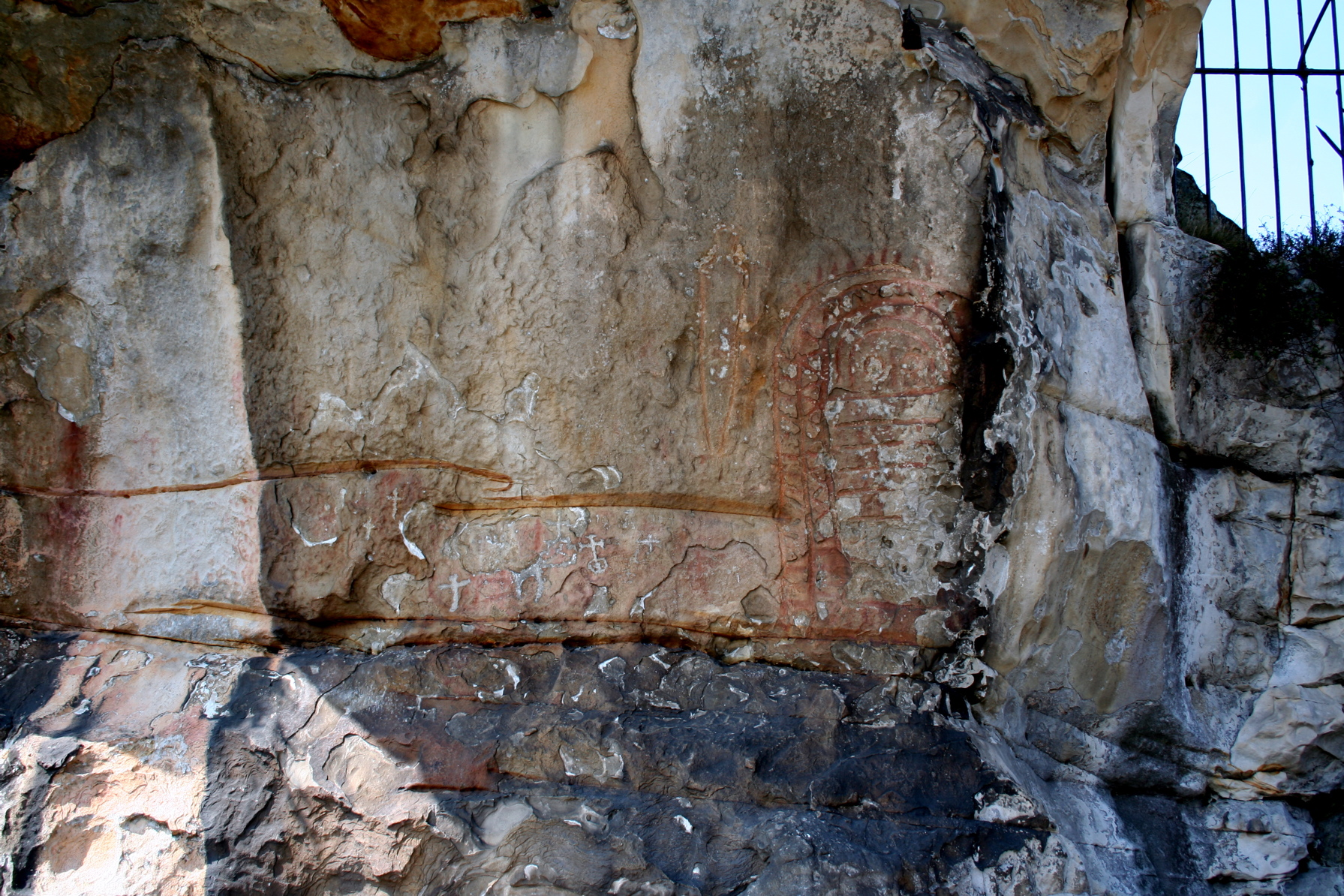
Imatge de les pintures de la penya.

Les pintures estan realitzades en color vermellós i representen de forma esquemàtica figures humanes, de les quals es pot destacar una en la qual porta una espècie de bastó. Diferents punts vermells la interpretació dels quals avui dia és desconeguda. Dins d'aquest grup de pintures moltes d'elles avui dia gairebé desaparegudes o amb traços molt frèvols es troba també la figura d'un animal cuadrúped.
Les pintures s'entremesclen amb diferents creus gravades en la roca fetes en l'època de la cristianització per sacralizar les figures paganes.
"Això significa que la tribu no eren nomades, ja que el fet de dibuixar-los significa honor a la collita..."

## Ídol i punyal

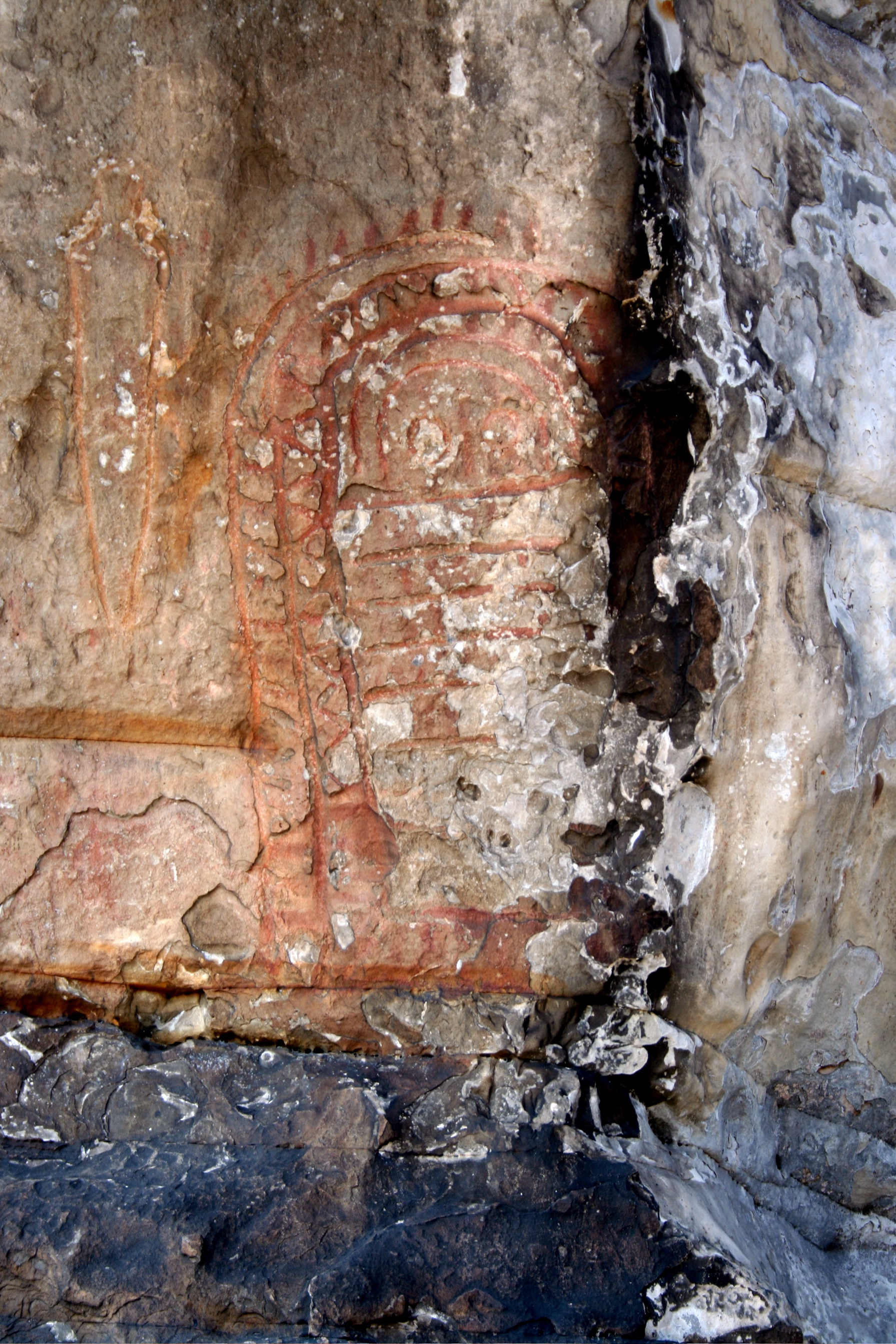
Detall de l'ídol i del punyal.

Si bé les pintures són de menor importància a causa de la seva modesta realització, la qual cosa destaca del conjunt és l'Ídol i el seu punyal. L'ídol és un exemple extraordinari d'art que contrasta amb la resta del conjunt.
Es tracta d'una figura d'un metre deu centímetres d'alt representant la figura antropomorfa d'una persona embolicada amb una túnica o una vestidura decorada amb rectes, traços curts i línies en zig zag. El conjunt remata amb un tocat amb línies que surten d'ell a manera de serrells.
De la figura humana es reflecteixen només els ulls, el nas i el peu esquerre.
A l'esquerra de l'ídol es troba dibuixat un punyal cap avall. Segons es creu això ens indica que la figura fa referència a l'enterrament d'un home el càrrec del qual dins de la tribu seria la d'un gran guerrer o cap. De fet gairebé a la base de la roca es troba una cavitat que va poder ser usada per a tal fi.
La creença que el conjunt es tracta d'un monument mortuori es veu reforçada per l'existència d'una sèrie de túmuls i tombes prehistòriques en la serra.
Una possible interpretació simbòlica del conjunt és la següent: La roca representaria a un drac o cuélebre que havia sembrat el temor entre els vilatans. En aquest conjunt estaria enterrat el guerrer que li va donar mort, i que apareix gravat en la roca amb la seva mortaja i l'arma amb el qual es va enfrontar.

## Aula didàctica
Avui dia existeix una aula d'interpretació del monument a l'inici de la sendera que ens porta al cim on es troba la roca.
Actualment roman tancada excepte grups. Per visitar-la cal contactar amb l'oficina de turisme de Llanes.

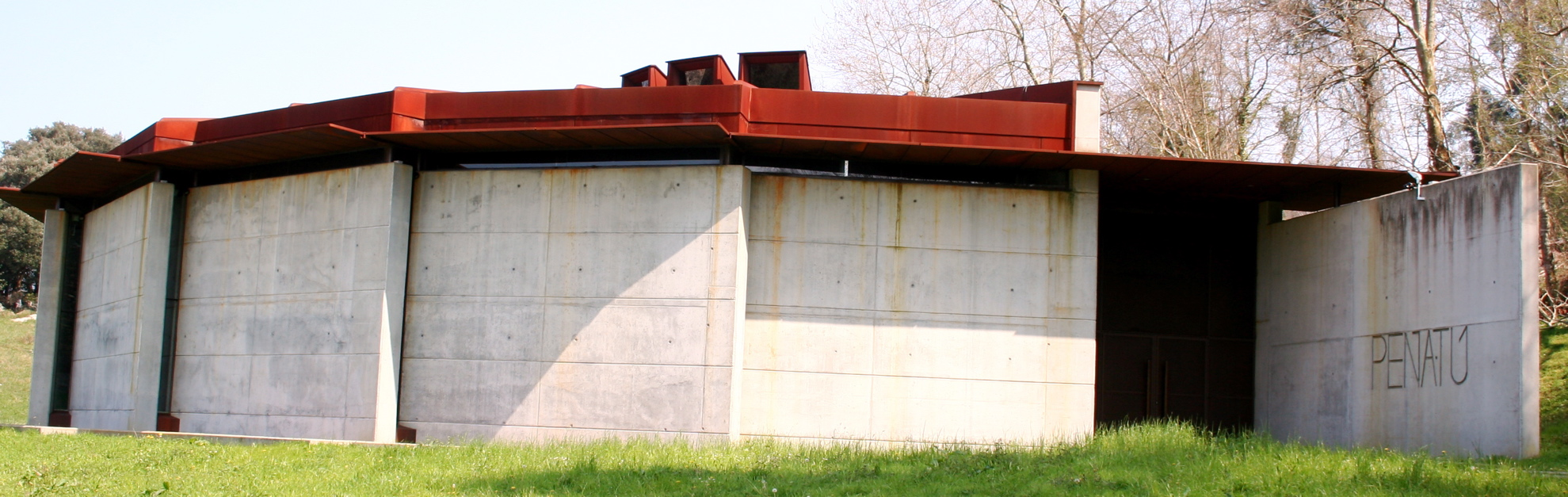
Edifici en el qual s'alberga el centre d'interpretació.